# Valdunquillo
Valdunquillo község Spanyolországban, Valladolid tartományban. Valdunquillo La Unión de Campos, Mayorga, Villavicencio de los Caballeros, Bolaños de Campos, Castroverde de Campos és Valderas községekkel határos. Lakosainak száma 116 fő (2024).

## Népesség
A település népessége az utóbbi években az alábbiak szerint változott:
| Lakosok száma | 223  | 209  | 179  | 176  | 170  | 156  | 141  | 147  | 130  | 116  |
|               | 2001 | 2004 | 2007 | 2009 | 2012 | 2014 | 2017 | 2019 | 2022 | 2024 |